# لوییزویل، کبک

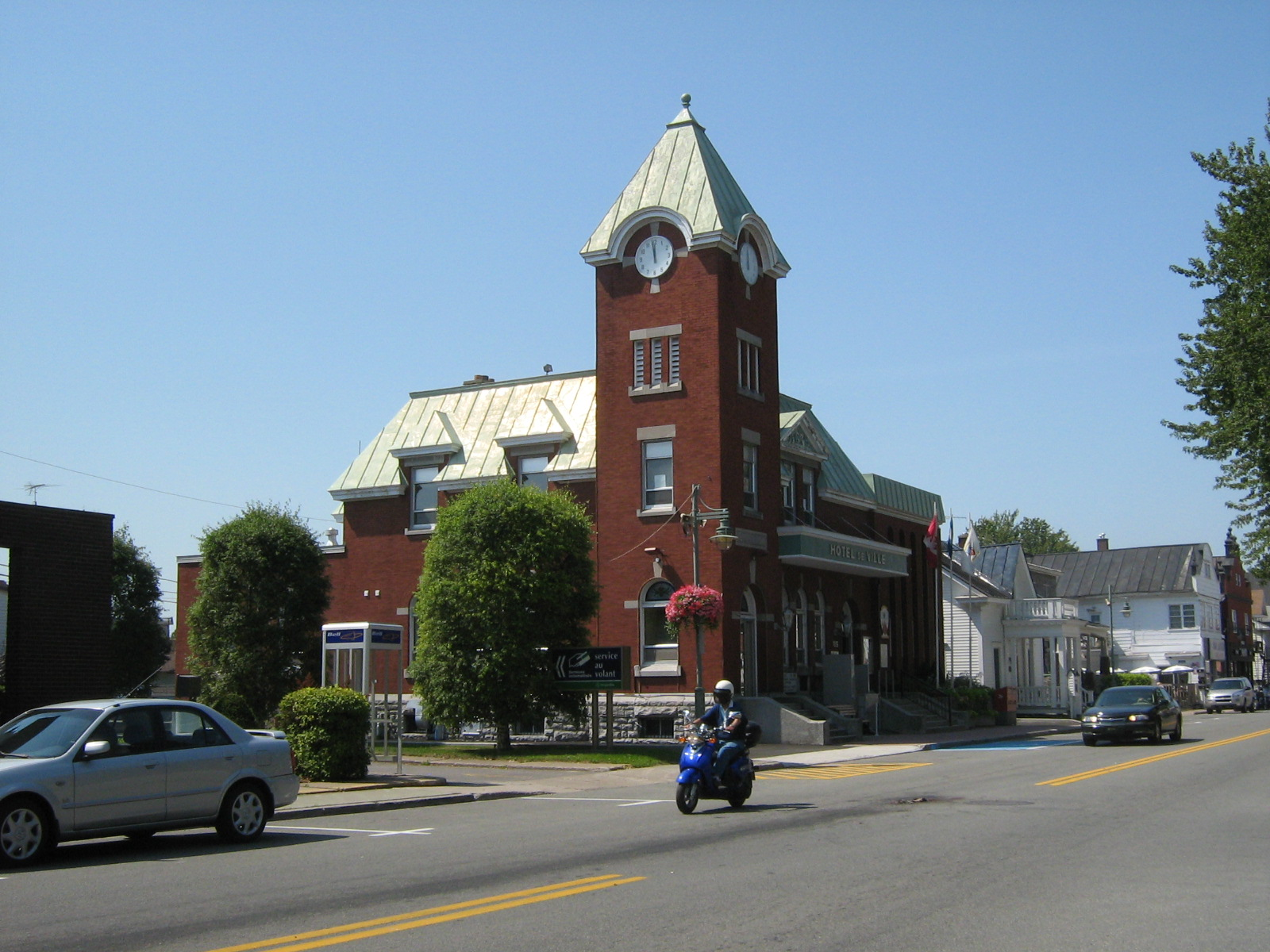
نمایی از شهرک لوییزویل در منطقه شهری ماسکینونژه - ۲۰۰۹

لوییزویل (به فرانسوی: Louiseville) شهرکی در منطقه شهری ماسکینونژه ناحیه موریسی در استان کبک کانادا است. در سرشماری سال ۲۰۱۱ این شهرک ۷٬۷۷۶ نفر جمعیت داشته‌است و مساحت آن ۶۲٫۵۶ کیلومتر مربع است.